# Holtsville
Holtsville és una concentració de població designada pel cens dels Estats Units a l'estat de Nova York. Segons el cens del 2000 tenia 17.006 habitants.

## Demografia
Segons el cens del 2000, Holtsville tenia 17.006 habitants, 5.316 habitatges, i 4.454 famílies. La densitat de població era de 943,4 habitants per km².
Dels 5.316 habitatges en un 43,7% hi vivien nens de menys de 18 anys, en un 70,4% hi vivien parelles casades, en un 9,9% dones solteres, i en un 16,2% no eren unitats familiars. En el 12% dels habitatges hi vivien persones soles el 3,4% de les quals corresponia a persones de 65 anys o més que vivien soles. El nombre mitjà de persones vivint en cada habitatge era de 3,19 i el nombre mitjà de persones que vivien en cada família era de 3,47.
Per edats la població es repartia de la següent manera: un 28,2% tenia menys de 18 anys, un 7,5% entre 18 i 24, un 33,5% entre 25 i 44, un 23,9% de 45 a 60 i un 6,9% 65 anys o més.
L'edat mediana era de 34 anys. Per cada 100 dones de 18 o més anys hi havia 93,9 homes.
La renda mediana per habitatge era de 68.544 $ i la renda mediana per família de 71.784 $. Els homes tenien una renda mediana de 50.361 $ mentre que les dones 31.709 $. La renda per capita de la població era de 24.031 $. Entorn del 2,4% de les famílies i el 3,6% de la població estaven per davall del llindar de pobresa.